# 高橋章夫
高橋 章夫（たかはし あきお）は、日本の陸上競技指導者、元アマチュアボクシング選手。元堀越高等学校陸上部監督。野村智宏（走高跳 アトランタオリンピック出場）、君野貴弘（走高跳 元日本記録保持者）などの育成・指導で知られる。

## 来歴
日本体育大学時代にボクシングを始め、学生チャンピオンとなり活躍した。教員になった後は陸上競技の指導者へと転向し、堀越高等学校にて野村智宏、君野貴弘らを指導した。 中村宏之からは、「もっと、評価されなければいけない指導者だ。」と言われており、一目置かれている。
また、桑原秀範、関根繁らと共に、堀越高等学校のスポーツの歴史にて、一時代を築き上げた。
2000年10月17日　公益財団法人日本陸上競技連盟から平沼亮三章を受章。